# Lago Assad
Il lago Assad è un lago artificiale lungo il corso del fiume Eufrate, in Siria, formatosi in seguito alla costruzione della diga di Tabaqa, nel 1973. Oltre a fornire energia idroelettrica, il lago ha raddoppiato la superficie irrigua siriana. È il più grande bacino artificiale siriano.
Il fiume è oggetto di uno sfruttamento intensivo quasi a partire dalle sorgenti: la diga di Atatürk in territorio turco ne raccoglie tutta la portata, e questo fa sì che l'invaso Assad non si sia mai riempito fino ai livelli previsti, oltre ad aver aperto un contenzioso piuttosto aspro fra turchi e siriani.
Sulla riva del lago artificiale di Assad sorgeva Emar (odierna Tell Meskene, Governatorato di Aleppo) un'antica città amorrea situata su una grande ansa a metà del fiume Eufrate nella Siria nord-orientale. Qui vi sono state rinvenute numerose tavolette d'argilla con scrittura cuneiforme, il che la rende uno dei principali siti archeologici siriani assieme a Ugarit, Mari ed Ebla.